# Gottlob Christian Storr
Gottlob Christian Storr, född den 10 september 1746 i Stuttgart, död där den 17 januari 1805, var en tysk evangelisk teolog.

## Biografi
Storr, som var son till konsistorialrådet Johann Christian Storr och äldre bror till Wilhelm Ludwig Storr (1752–1804), gick i klosterskolan Denkendorf och gymnasiet i Stuttgart.
Han studerade från 1763 historia, matematik, filosofi och filologi, från 1765 teologi i Tübingen, för bland andra Jeremias Friedrich Reuß (1700–1777), Johann Friedrich Cotta (1701–1779) och Christoph Friedrich Sartorius (1701–1782). 
Efter sin teologiska examen (1768) företog han från 1769 till 1771 en bildnings- och forskningsresa genom Tyskland, Republiken Förenade Nederländerna, England och Frankrike. 
I Tübingen blev han 1772 stiftsrepetent, 1775 extra ordinarie professor i filosofi och 1777 i teologi. 1786 erhöll han, som efterträdare till Tobias Gottfried Hegelmaier (1730–1786) den tredje professuren i teologiska fakulteten och höll föreläsningar i moralteologi och systematik.
Den 6 november 1797 blev Storr av hertig Fredrik II utnämnd till överhovpredikant och flyttade mot slutet av året som överkonsistorialråd till hovet i Stuttgart.
Storr räknas som vägröjare för den rent bibliska supranaturalismen och grundare av den äldre Tübingenskolan (den tübingska ortodoxin). Han företrädde teorin, att de kanoniska evangelierna gick tillbaka till apostlarna själva.
Samtidigt var han en av de tidigaste förespråkarna för Markus-prioriteten, i kontrast till det genom århundraden obetvivlade augustinska postulatet om Matteus-prioritet. 
Enkelt uttryckt handlar detta om vilket av evangelierna som är det äldsta. Numera är det en vedertagen uppfattning i så gott som alla kretsar att det korta Markusevangeliet skrevs först, men tidigare ansågs den ordning i vilken de står i Nya Testamentet också vara den i vilken de tillkom.